# دانه‌خوار کدر
دانه‌خوار کدر (نام علمی: Sporophila simplex) نام یک گونه از سرده دانه‌خوارهای اصلی است.